# Padilla foty
Padilla foty är en spindelart som beskrevs av Daniela Andriamalala 2007. Padilla foty ingår i släktet Padilla och familjen hoppspindlar. Inga underarter finns listade i Catalogue of Life.